# Escorpio (astrología)
En la astrología, Escorpio (♏︎, del latín Scorpiō) es el octavo signo del zodiaco, el cuarto de naturaleza negativa (femenina) y el tercero de cualidad fija, representado por el escorpión. Simboliza la destrucción y el renacimiento. Pertenece junto a Piscis y Cáncer, al elemento agua. Está regido por los planetas Marte y Plutón. Su signo opuesto y complementario es Tauro. Manilio dice que el dios que tutela este signo es Marte y que Escorpio rige las ingles.
Ya en el siglo II a. C., Claudio Ptolomeo en el Tetrabiblos menciona que el signo rige los genitales y está asociado a la fertilidad, la fecundidad y el rejuvenecimiento.
De acuerdo al astrólogo británico Alan Leo, el carácter de una persona de este signo con una naturaleza escorpiana no desarrollada está marcada por la lujuria, la ignorancia y el afán crítico por gusto, convirtiéndolas en indeseables y asociados a tragedias y eventos desastrosos.

## Duración del signo
En la astrología tropical, basada en la división en doce partes iguales de 30 grados de la eclíptica, se considera que alguien es del signo Escorpio cuando nace aproximadamente entre el 24 de octubre y el 22 de noviembre. Estas fechas varían en función al huso horario del lugar de nacimiento y la fecha del inicio del año astrológico de cada año, dado por el momento del equinoccio de marzo o punto Aries. Debido a lo anterior, algunos años las fechas que definen el periodo que corresponde a Escorpio pueden variar y ser:
- del 22 de octubre al 21 de noviembre[11]
- del 23 de octubre al 22 de noviembre[12][13]
- del 24 de octubre al 22 de noviembre[1]

Para el año 2024, el signo de Escorpio inicia el 22 de octubre a las 22:14 h en UTC+0, por lo que la fecha se mantendrá para las personas que residen en territorios cuyas zonas horarias van de UTC-12 a UTC+1, y para las personas en UTC+2 a UTC+14 Escorpio inicia el 23 de octubre.
En la astrología sideral, basada en el tránsito del Sol sobre las constelaciones, se considera que alguien es de signo Escorpio cuando nace aproximadamente entre el 15 de noviembre y el 14 de diciembre.

## Mitología griega
El catasterismo del Escorpión tiene dos variantes aunque son parte de la misma historia que involucra al héroe cazador Orión y la diosa cazadora Artemisa.
- La versión griega imagina a Orión como un ser injusto y violento. Por ello Artemisa hizo que este surgiese de la estribación que hay en la isla de Quíos y picara a Orión (así murió), después de que, de manera indecorosa, hubiera intentado forzarla durante una cacería. Zeus lo situó entre las estrellas de mayor brillo, a fin de que los hombres venideros vean su fuerza y poder.[16]
- La versión romana, más célebre, ya imagina a Orión como un aliado íntimo de Diana, la Artemisa romana. Orión, como solía cazar, y se sentía seguro de que era el cazador más hábil de todos, dijo en voz alta que era capaz de matar cualquier cosa que se antojara. La Tierra, enojada por esto, envió el escorpión que se dice que lo mató. Júpiter, sin embargo, admirando el valor de ambos, puso el escorpión entre las estrellas como lección para que los hombres no se confiasen. Diana, entonces, debido a su afecto por Orión, pidió a Júpiter el mismo favor que él había concedido a la Tierra. Y así la constelación se estableció de tal manera que cuando el Escorpión sale, Orión se pone.[17]
- Otra versión tardía nos dice que cuando Quirón atravesaba un bosque con su hijo, un escorpión de inmenso tamaño casi se traga al hijo. Quirón, el mejor de los arqueros, disparó al escorpión y liberó a su hijo, y así el escorpión fue llevado al cielo.[18]